# 風土病
風土病（ふうどびょう）とは、ある限られた地域の気候、土壌、生物相などの自然条件と住民の風俗、習慣などがあいまって起こる病気の総称。地方病（ちほうびょう）とも呼ばれる。

## 要因の一例

### 感染症・伝染病
代表的なものではコレラやマラリアが挙げられている。その地域に存在する寄生虫などのもので感染するものもある。日本では成人T細胞白血病が九州や四国に多い。また、風土病のうち、短期間で伝染病が広がることをエピデミック（epidemic）という。

### 風習
かつてパプアニューギニアの少数民族であるフォレ族の間で行われた風習であるカニバリズムによって、クールー病が多発した。

### 栄養障害
土壌中のミネラル成分に偏りがある地域や海から遠いために海藻成分を摂取しにくい場所では、地域固有の栄養障害が頻発する傾向がある。中国の黒竜江省や江蘇省でみられたセレン欠乏症や、モンゴル国でみられたヨウ素欠乏症などが知られる。このような場合、住民に恒常的にミネラルを添加した食塩またはサプリメントを摂取させることで、発病率を低下させることができる。

### 地理的条件
高緯度地方では多発性硬化症が多い。

## 風土病の例
山梨県では甲府盆地の低湿部を中心に日本住血吸虫病の有病地で、特に近代以降には流行し「地方病」と呼ばれた。江戸時代から存在は知られていたが、明治期には県による医学的な原因調査が行われ、死亡患者の病理解剖で寄生虫卵が発見されると原因は新種の寄生虫であるとする仮説が立てられた。大正期には宮入慶之助により日本住血吸虫の中間宿主が巻貝の一種であるミヤイリガイ（宮入貝）であると突き止め、大規模なミヤイリガイの駆除が行われて撲滅される。
八丈小島はマレー糸状虫症（島民からは「バク」と恐れられた）の有病地であったが、佐々学のフィールドワークから始まる治療により撲滅された。
和歌山県の紀南地方では、かつて水が原因で発生するとされる風土病（筋萎縮性側索硬化症（ALSまたはアミトロ）、現地では地名から「牟婁病」（むろびょう）とも称する）が発生していた。多雨で強い酸性土壌、この地域を流れる水（古座川など）のミネラル成分（カルシウムやマグネシウム）が極端に少ない上アルミニウムやマンガンなどの成分が多く、これを常飲するばかりでなく、交通網に乏しく陸の孤島であった同地域においてはこれらの水から育てた作物のみを食料にしていたことが原因の一つと考えられているが、ソテツに含まれる神経毒が原因との説もあるが、まだ原因は突き止められていない。近年では流通事情などが改善されているためか、1970年代から激減し、1990年代は同地域にて本病患者は発生していないとされる。しかし三重大学医学部による1997年の調査では依然として他地域に比べALSの発症率が非常に高く、多発地域とされている。かつてはアメリカ領グアム島も多発地帯だったが1970年代以降に改善した。